# Жак Бонсержан (станция метро)
Жак Бонсержан (фр. Jacques Bonsergent) — станция линии 5 Парижского метрополитена, расположенная в X округе Парижа. Рядом со станцией располагается администрация X округа.

## История
- Станция открылась 17 декабря 1906 года в составе пускового участка Ке-де-ля-Рапе — Жак Бонсержан и являлась конечной на линии до 15 ноября 1907 года, когда линия была продлена до станции Гар дю Нор. До 10 февраля 1946 года станция называлась "Ланкри" (фр. Lancry). Переименование связано с памятью о Жаке Бонсержане, французском инженере, члене общества «Арз-э-Метье», который стал одним из первых парижан, казнённых нацистами, и с переименованием в честь Бонсержана площади, под которой расположена станция.
- Станция является одной из тех, что были переименованы в честь известных людей, погибших во Франции в годы Второй Мировой войны (другие станции — Колонель Фабьен, Шарль Мишель, Ги Моке и Маркс Дормуа).

## Пассажиропоток
В таблице ниже приведена информация о пассажиропотоке по входу, взятая из официальных отчетов RATP.
| Год  | Пассажиропоток | Место по пассажиропотоку |
| ---- | -------------- | ------------------------ |
| 2011 | 2 622 801      | ?                        |
| 2012 | ?              | ?                        |
| 2013 | 2 727 155      | 199                      |
| 2014 | 2 667 291      | 203                      |
| 2015 | 2 591 769      | 206                      |
| 2016 | 2 569 940      | 209                      |